# 그렉 롤리
그렉 롤리(Gregg Rolie, 본명은 그렉 앨런 롤리(Gregg Alan Rolie), 1947년 7월 17일 ~ )는 미국의 가수, 작사가, 키보드 연주자, 오르간 연주자, 하모니카 연주자이다.

## 생애
1969년 카를로스 산타나(Carlos Santana) 등과 의기상투하여 라틴 록 밴드 "산타나 블루스 밴드(Santana Blues Band)"의 키보디스트 겸 오르가니스트로 데뷔하였고 1971년 라틴 록 밴드 "산타나(Santana)"의 키보디스트 겸 오르가니스트로 활동하였으며 1975년 하드 록 밴드 "저니(Journey)"의 키보디스트 겸 보컬리스트로 활동하였고 1982년 록 음악 밴드 "스톰(Storm)"의 키보디스트로 활동하얐다.

## 같이 보기
- 카를로스 산타나